# プリンス・オブ・ソンクラー大学
プリンス・オブ・ソンクラー大学（タイ語：มหาวิทยาลัยสงขลานครินทร์、英語：Prince of Songkla University、略称：PSU）は、1967年に設立された、タイ王国南部において最も古い歴史をもつ国立大学である。タイにおける9研究大学に指定されている。現在5つのキャンパスに39の学部とカレッジ、研究所、4つの病院、40以上の研究センターと多数の研究施設がある。メインキャンパスはソンクラー県ハートヤイ市街にあり、その他パッターニー、プーケット、スラタニ、トランにキャンパスがあり、タイ南部の地域社会における責任を果たすべく、学術活動、社会サービスを行っている。

## 歴史

ソンクラーナカリン王子

1962年（タイ仏教暦2505年）タイ政府は南部開発委員会（Southern Development Committee）を設置。タイ南部開発計画（Southern Development Plan）に基づき、タイ南部に大学を開設することを決定した。大学の設置はパッターニー県の沿海部ノンチックと決定したが、政権交代などの理由から1963年度の予算が得られず中止となった。引き続き南部開発委員会はその代表に時のタナット外務大臣を任命し調査が続けられ、1964年にタナットを代表とする大学設置委員会が設置。メインキャンパスをパッターニーの県庁所在地ムアンパッターニーの沿海部ルーサミレーとすることを政府に申請し、内閣により承認された。また、同時に南部地域に分散してキャンパスを設置することが決定された。その時点では「南大学」という仮称のままで、名称は正式に決定されていない。
1966年、工学部と理学部がパッターニー地区で着工。医療科学大学がマヒドン大学の運営により現在のハートヤイキャンパス薬学部の場所で着工し、1974年に医学部として開設した。
1967年5月、工学部竣工。しかしすぐに問題が表出した。パッターニー地区は沿海部の湿地帯で軟弱地盤のため、重量のある実験機器が設置できない。また、高温多湿で潮風が強い立地のため、精密な理工学の実験機器の劣化が著しく、教育・研究が行えないことが判明したため、早急な移転が計画された。調査の結果、ソンクラー県ハートヤイにLLスラナリが2.8平方キロの敷地を寄贈し、建設が進められることになった。9月22日、大学名が国王ラーマ9世の命名により正式に決定。この9月22日が「ソンクラーナカリン記念日」となっている。同年10月、最初の学生として工学部の学生50人が入学。しかし臨時キャンパスとしてバンコクで学んでいた。
1968年、大学設置委員会は医理工系大学から総合大学への拡張を決定。1968年4月、パッターニー地区で工学部完成するも、ハートヤイへの移転が決定していたため、その後2〜4年目の入学生はロンドン中心部に移動し勉学に励んでいる。
1969年に教育学部、1970年には理学部がパッターニーキャンパスに開設。1972年、ハートヤイキャンパスに工学部・理学部校舎が完成し両学部学生が移動した。その後、医学部、看護学部、人文社会科学部などが開設され、1976年、プーケットキャンパス開設、1977年、スラタニキャンパス開設。2005年、トランキャンパス開設を経て、現在39の教育・研究機関、附属中・高校、附属小学校、附属幼稚園を備えるタイ南部最大の総合大学となっている。

### 大学名の由来
大学名は当時の国王ラーマ9世に命名を願い出たところ、医学者であり「タイの医療の父」とも呼ばれる父マヒタラーティベートアドゥンラヤデートウィクロム＝プラボーロムラーチャチャノック太上王、官職名ソンクラーナカリン王子を称え、敬意を表して「ソンクラー王子大学」という名前を大学に与えた。

## キャンパスと学部
- ハートヤイキャンパスは、日本企業も多く進出するタイ南部最大の都市ソンクラー県ハートヤイにある。ハートヤイ国際空港、鉄道のハートヤイ駅が近く、大型シネマコンプレックスや大型スーパーなどが集中し経済の拠点としても活気のある街である。また、パッターニーとともに港町で商業都市であり、中国系の移民が多く、タイ、マレー、中華の3民族が混在する。東海岸はリゾート地であり、外国人観光客も多い。およそ1.5キロ四方の広大な敷地を持ち、PSUのメインキャンパスとして全学生のおよそ3分の2が集中している。タイ南部地域に密着した教育と研究を目的として創設された大学として、農学部は特に有名で、タイ国内1位とされる。
- パッターニーキャンパスは、パッターニー県の県都パッターニーにあり、PSU最南に立地する。教育学部や、人文社会科学部、看護学部などが設置されている。特筆すべきはイスラム教学部で、イスラム教原典を読むためのアラビア語習得から幅広い教養までを学ぶ。大学を中心とした街であり、北東沿岸東西2.5キロ、南北1.5キロの広大な敷地には、8割以上の学生を収容できる学生寮や教員の宿舎、郵便局、コンビニ（セブンイレブン）、数カ所ある自習スペースを兼ねたカフェテリアには、100を超える飲食店があり、大学の中でほぼ全ての生活が行えるようになっている。テロは、大学付近でも頻繁に発生し学生・生徒も多く死傷しているが、大学内では一度も発生していない。パッターニーは人口の約8割がマレー人（イスラム教信者）とされ、イスラム教学部が設置されている。これはタイにおいても希少なイスラム教を学ぶ学部である。環境は、海に近く潮風により常に快適な気候と森に囲まれた風光明媚な立地により非常に過ごしやすいが、近年は19世紀に存在したパタニ王国復興を訴える独立派の「パッタニ統一解放機構（PULO，新PULO）」「パッタニ・マレー民族革命戦線（BRN）」（イスラム教独立派）により、「パッタニ・イスラム・ムジャヒディン運動（GMIP）」が起こり、テロが毎週のように発生して市民生活が脅かされている。山田長政が江戸時代初期1630年にシャム（現在のタイ）軍の将軍としてパタニ王国軍と戦闘時に亡くなったのはこの周辺であったと言われている。
- プーケットキャンパスは、タイの西岸の島であり、外国人観光客が多い世界的なリゾート地として有名なプーケット県にある。その恵まれた環境を活かし、外国人留学生を多くここに集めて観光や国際問題、情報科学についての学部を設置している。
- スラタニキャンパスは、マレー半島東岸のスラートターニー県にあり、PSU最北に位置するキャンパスである。教養・教養科学についての学部が集められている。
- トランキャンパスは、マレー半島西岸の観光都市トラン県にある。経営や建築などの学部が設置されている。

| 学部名                                                       | キャンパス   | Website |
| ------------------------------------------------------------ | ------------ | ------- |
| 農学部                                                       | ハートヤイ   |         |
| 歯科学部                                                     | ハートヤイ   |         |
| 経済学部                                                     | ハートヤイ   |         |
| 工学部                                                       | ハートヤイ   |         |
| 環境マネジメント学部                                         | ハートヤイ   |         |
| 法学部                                                       | ハートヤイ   |         |
| 教養学部                                                     | ハートヤイ   |         |
| マネジメント学部                                             | ハートヤイ   |         |
| 医療技術学部                                                 | ハートヤイ   |         |
| 医学部                                                       | ハートヤイ   |         |
| 天然資源学部                                                 | ハートヤイ   |         |
| 看護学部                                                     | ハートヤイ   |         |
| 薬学部                                                       | ハートヤイ   |         |
| 理学部                                                       | ハートヤイ   |         |
| タイ伝統医学部                                               | ハートヤイ   |         |
| 獣医学部                                                     | ハートヤイ   |         |
| 平和研究所                                                   | ハートヤイ   |         |
| インターナショナルカレッジ                                   | ハートヤイ   |         |
| 大学院                                                       | ハートヤイ   |         |
| 海洋資源研究所（MACORIN）                                    | ハートヤイ   |         |
| コミュニケーション学部                                       | パッターニー |         |
| 教育学部                                                     | パッターニー |         |
| 芸術学部                                                     | パッターニー |         |
| 人文社会科学部                                               | パッターニー |         |
| 看護学部                                                     | パッターニー |         |
| 政治学部                                                     | パッターニー |         |
| 科学技術学部                                                 | パッターニー |         |
| イスラム教学部                                               | パッターニー |         |
| ホスピタリティ・ツーリズム学部                               | プーケット   |         |
| 国際学部                                                     | プーケット   |         |
| 技術環境学部                                                 | プーケット   |         |
| コンピュータ工学部                                           | プーケット   |         |
| プーケットコミュニティカレッジ                               | プーケット   |         |
| 地球システム科学研究科とアンダマン自然災害管理学会（ESSAND） | プーケット   |         |
| 国際芸術科学大学プーケット（ICASP）                          | プーケット   |         |
| 教養経営科学部                                               | スラタニ     |         |
| 科学産業技術学部                                             | スラタニ     |         |
| スラタニコミュニティカレッジ                                 | スラタニ     |         |
| 商工経営学部                                                 | トラン       |         |
| 建築学部                                                     | トラン       |         |
| 経営学部                                                     | トラン       |         |

## 大学の評価
- RANKING WEB OF UNIVERSITIES2017では、タイ国内総合7位。
- QS TOP UNIVERSITIES World Ranking2016では、タイ国内総合8位。
- 2017 University Rankingsでは、タイ国内総合6位。